# Duren Seribu
Duren Seribu is een bestuurslaag in het regentschap Depok van de provincie West-Java, Indonesië. Duren Seribu telt 9776 inwoners (volkstelling 2010).